# Lepidosperma pruinosum
Lepidosperma pruinosum är en halvgräsart som beskrevs av Georg Kükenthal. Lepidosperma pruinosum ingår i släktet Lepidosperma och familjen halvgräs. Inga underarter finns listade i Catalogue of Life.